# Giuseppe Mercalli
Giuseppe Mercalli (Milán, Reino de Lombardía-Venecia, 21 de mayo de 1850 - Nápoles, Reino de Italia, 20 de marzo de 1914) fue un sismólogo, vulcanólogo y sacerdote italiano, creador de la escala que lleva su nombre. 

## Biografía
Se ordenó sacerdote en 1872, hecho que no le impidió continuar con sus grandes estudios. Fue discípulo de Antonio Stoppani. En 1874 completó sus estudios de Ciencias Naturales, para dedicarse a la enseñanza de dicha disciplina en el seminario de Monza.
Su actividad investigadora se puede enmarcar entre los años 1880-1913. Investigó los depósitos glaciares alpinos de la Lombardía. En 1885 continuó con su actividad docente en Reggio Calabria. Posteriormente impartió clases de geología y de mineralogía en la Universidad de Catania.
En 1892 se dedicó a la actividad docente en la materia de vulcanología y mineralogía en la Universidad de Nápoles. En esa misma ciudad, en 1911, sustituyó a Vittorio Matteucci en el puesto de director del Observatorio Vesubiano. 
En el periodo de 1892 al 1911, enseñó en el Liceo ‘’Vittorio Emanuele’’ de Nápoles, siendo maestro, entre otros de Giuseppe Moscati. Entre sus colaboradores de esa época destacaron Achille Ratti, que posteriormente sería conocido como el pontífice Pío XI.
Murió el 20 de marzo de 1914 tras el incendio declarado en su vivienda en Nápoles.

### Publicaciones
- Los volcanes y los fenómenos volcánicos en Italia. (Milán, 1885)
- Monografía sobre los volcanes activos de la Tierra. (1889)
- Los terremotos de Casamicciola. (1883)
- El terremoto de Lombardía. (1884)
- El terremoto de Lecco. (1887)
- Los terremotos de las islas Poninas. (1892)
- El terremoto de Andalucía. (1897)
- Los volcanes activos de la Tierra. (Milán 1897)
- Noticias vesubianas. (1901-1907)
- Estudios sobre los terremotos de la Calabria meridional.
- Estudios sobre los terremotos de Messina. (1908)
- El despertar del Vesuvio. (1913)